# Ohangwena
Ohangwena – jeden z 14 regionów administracyjnych Namibii, ze stolicą w Eenhana.

## Granice regionu
Granicą regionu na północy jest granica państwowa z Angolą, na wschodzie region Okawango Zachodnie, na południu regiony Oshikoto i Oshana, a na zachodzie Omusati.

## Podział administracyjny
Ohangwena dzieli się na jedenaście okręgów: Eenhana, Endola, Engela, Epembe, Ohangwena, Okongo, Omundaungilo, Omulonga, Ondobe, Ongenga i Oshikango.